# Mondsichelmadonna

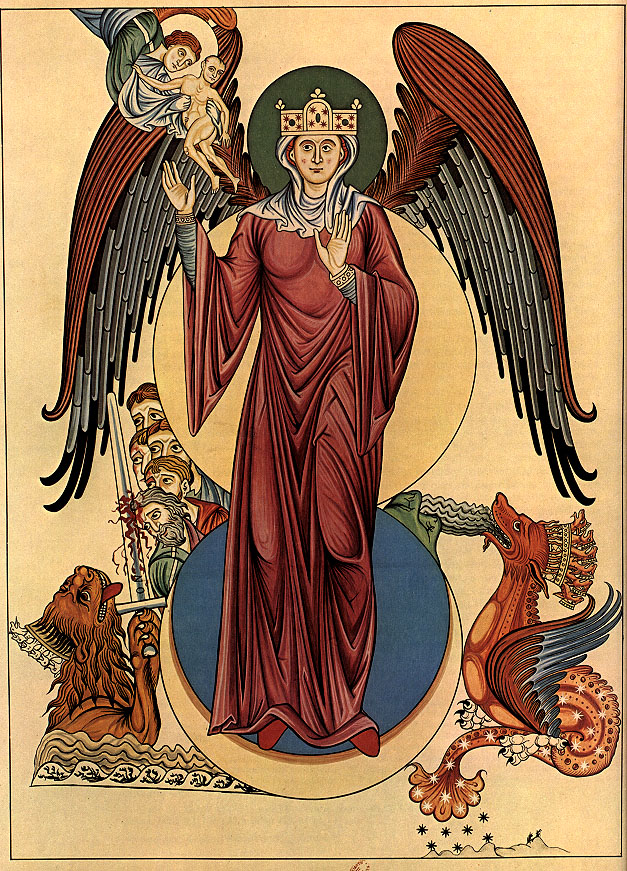
Abbildung der Mondsichelmadonna im Hortus Deliciarum der Herrad von Landsberg (12. Jahrhundert)

Als Mondsichelmadonna oder Strahlenkranzmadonna und auch Madonna im Strahlenkranz (auch apokalyptische Madonna) wird in der christlichen Ikonografie ein Marienbildnis bezeichnet, das durch die Perikope der apokalyptischen Frau in der Offenbarung des Johannes geprägt ist. Die Mutter Gottes steht auf der Mondsichel; meist hält sie das Jesuskind in ihren Armen.

## Ursprünge
Das Bildnis der Mondsichelmadonna geht auf den Bericht der Vision des Johannes von einer kosmischen, von einem Drachen verfolgten schwangeren Frau zurück, die mit Sternen gekrönt und mit der Sonne bekleidet auf dem Mond steht und dem letzten apokalyptischen Gefecht zwischen einem Drachen und einer wasserspeienden Schlange einerseits und dem Erzengel Michael andererseits ausgesetzt wird.

„Dann erschien ein großes Zeichen am Himmel: eine Frau, mit der Sonne bekleidet; der Mond war unter ihren Füßen und ein Kranz von zwölf Sternen auf ihrem Haupt. 2Sie war schwanger und schrie vor Schmerz in ihren Geburtswehen. 3Ein anderes Zeichen erschien am Himmel: ein Drache, groß und feuerrot, mit sieben Köpfen und zehn Hörnern und mit sieben Diademen auf seinen Köpfen. 4Sein Schwanz fegte ein Drittel der Sterne vom Himmel und warf sie auf die Erde herab. Der Drache stand vor der Frau, die gebären sollte; er wollte ihr Kind verschlingen, sobald es geboren war. 5Und sie gebar ein Kind, einen Sohn, der über alle Völker mit eisernem Zepter herrschen wird. Und ihr Kind wurde zu Gott und zu seinem Thron entrückt. 6Die Frau aber floh in die Wüste, wo Gott ihr einen Zufluchtsort geschaffen hatte; dort wird man sie mit Nahrung versorgen, zwölfhundertsechzig Tage lang. 7Da entbrannte im Himmel ein Kampf; Michael und seine Engel erhoben sich, um mit dem Drachen zu kämpfen. Der Drache und seine Engel kämpften, 8aber sie hielten nicht stand und sie verloren ihren Platz im Himmel. 9Er wurde gestürzt, der große Drache, die alte Schlange, die Teufel oder Satan heißt und die ganze Welt verführt; der Drache wurde auf die Erde gestürzt und mit ihm wurden seine Engel hinabgeworfen. 10Da hörte ich eine laute Stimme im Himmel rufen: Jetzt ist er da, der rettende Sieg, / die Macht und die Königsherrschaft unseres Gottes / und die Vollmacht seines Gesalbten; denn gestürzt wurde der Ankläger unserer Brüder, / der sie bei Tag und bei Nacht / vor unserem Gott verklagte. 11Sie haben ihn besiegt durch das Blut des Lammes / und durch ihr Wort und ihr Zeugnis. Sie hielten ihr Leben nicht fest, / bis hinein in den Tod. 12Darum jubelt, ihr Himmel / und alle, die darin wohnen. Weh aber euch, Land und Meer! / Denn der Teufel ist zu euch hinabgekommen; seine Wut ist groß, / weil er weiß, dass ihm nur noch eine kurze Frist bleibt. 13Als der Drache erkannte, dass er auf die Erde gestürzt war, verfolgte er die Frau, die den Sohn geboren hatte. 14Aber der Frau wurden die beiden Flügel des großen Adlers gegeben, damit sie in die Wüste an ihren Ort fliegen konnte. Dort wird sie eine Zeit und zwei Zeiten und eine halbe Zeit lang ernährt, fern vom Angesicht der Schlange. 15Die Schlange spie einen Strom von Wasser aus ihrem Rachen hinter der Frau her, damit sie von den Fluten fortgerissen werde. 16Aber die Erde kam der Frau zu Hilfe; sie öffnete ihren Mund und verschlang den Strom, den der Drache aus seinem Rachen gespien hatte. 17Da geriet der Drache in Zorn über die Frau und er ging fort, um Krieg zu führen mit ihren übrigen Nachkommen, die die Gebote Gottes bewahren und an dem Zeugnis für Jesus festhalten. (Offb, 12,1–17 )“

## Darstellungen
Die älteste bekannte bildliche Darstellung der Mondsichelmadonna findet sich im Hortus Deliciarum. In der Gotik wandeln sich die Züge der apokalyptischen Frau zunehmend ins Madonnenhafte wie die Initiale A im Graduale von St. Katharinenthal (um 1312). Die älteste bekannte Holzplastik ist die sogenannte Hirschmadonna (Erfurt, Angermuseum, um 1370).
Im ausgehenden Mittelalter wurde dem Typus auch der Titel Unsere Liebe Frau vom Siege beigelegt. Mondsichelmadonnen wurden im 15. Jahrhundert meist als Einzelfiguren, in Marienleuchtern sowie als Altarbestandteile ausgeführt. Zuweilen stellte man auch die thronende Madonna mit dem Mondsymbol verbunden dar (Madonna aus Ulm, um 1420/25).
Das Mondsichelmotiv wurde so beliebt, dass man ältere Madonnen nachträglich mit Strahlenkranz und Mondsichel versah (Leuchtermadonna Bad Doberan 1300, ergänzt 15. Jahrhundert). Im 16. Jahrhundert kam zur Mondsichel die Schlange als Symbol des Bösen, deren Kopf von Maria zertreten wird, vgl. (Gen 3,15 ). Der Typ der Mondsichelmadonna wandelte sich im 17./18. Jahrhundert in den Typ der Maria Immaculata.
Auch die Patrona Bavariae, die Schutzfrau Bayerns, wird als Himmelskönigin mit Krone, Zepter und Jesuskind die Weltkugel haltend und segnend, mit der Mondsichel unter sich dargestellt.

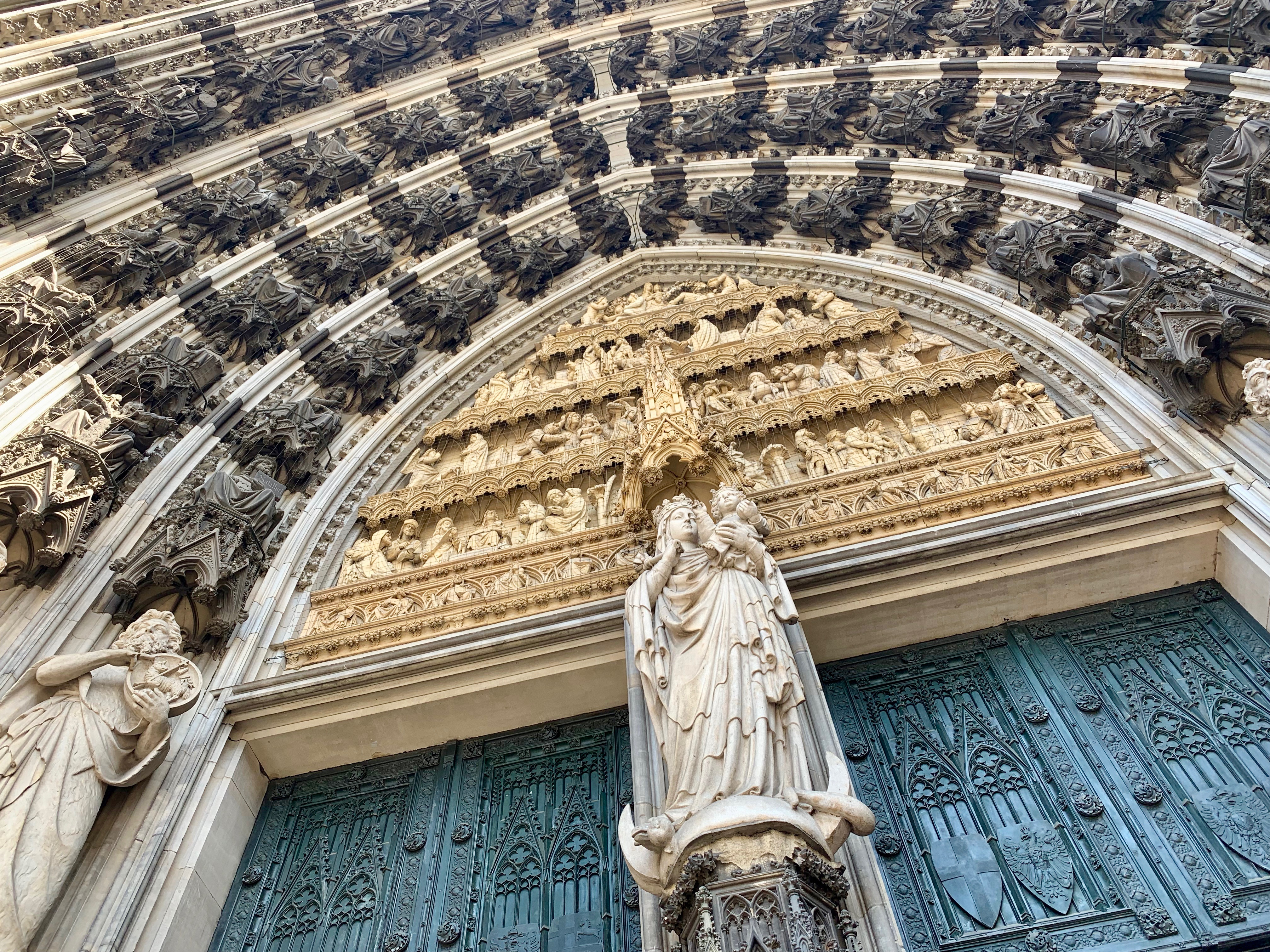
Mondsichelmadonna am linken Hauptportal des Kölner Domes
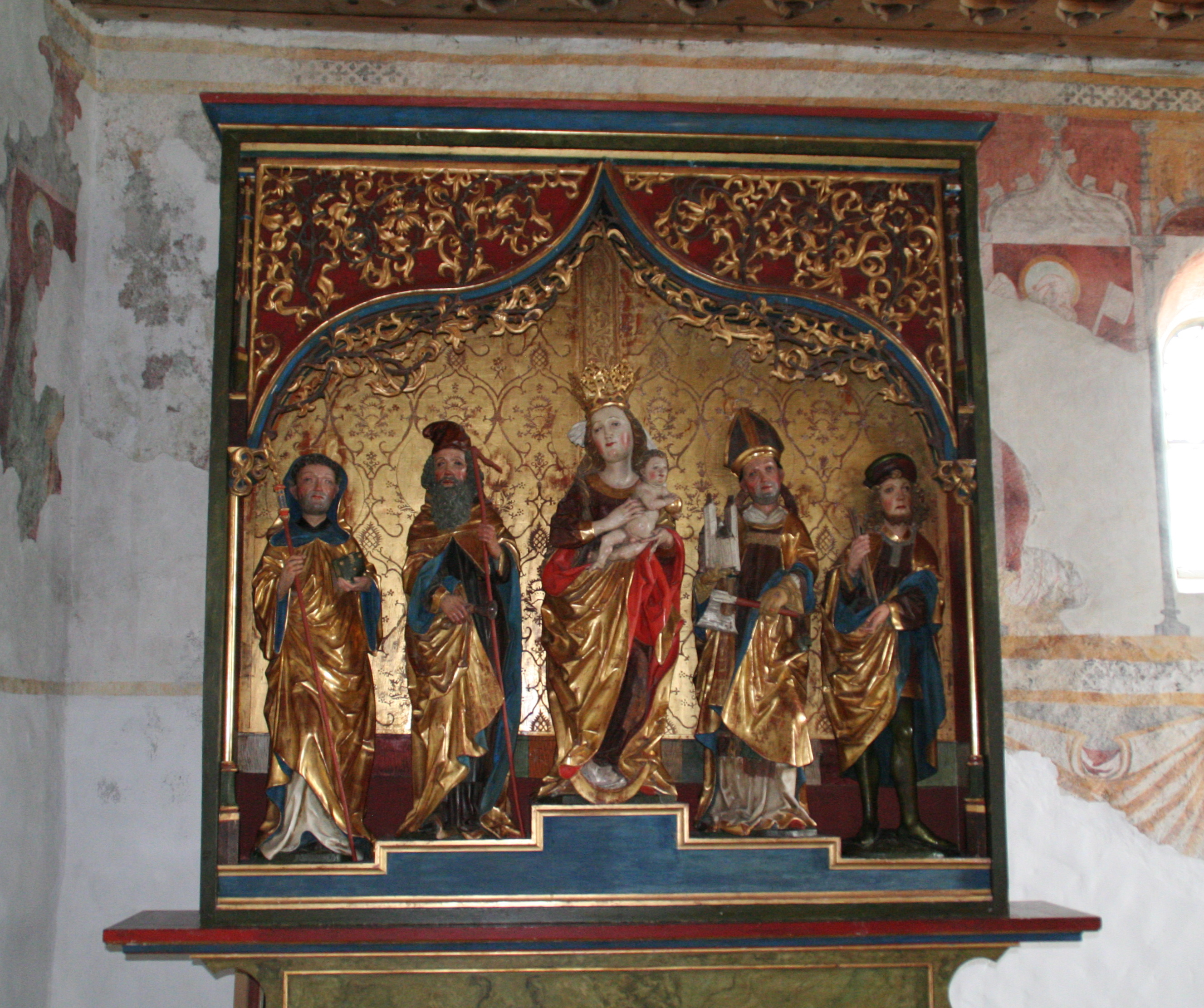
Altaraufsatz mit Mondsichelmadonna in der Kapelle St. Eusebius von Bernhard Strigel (1486)
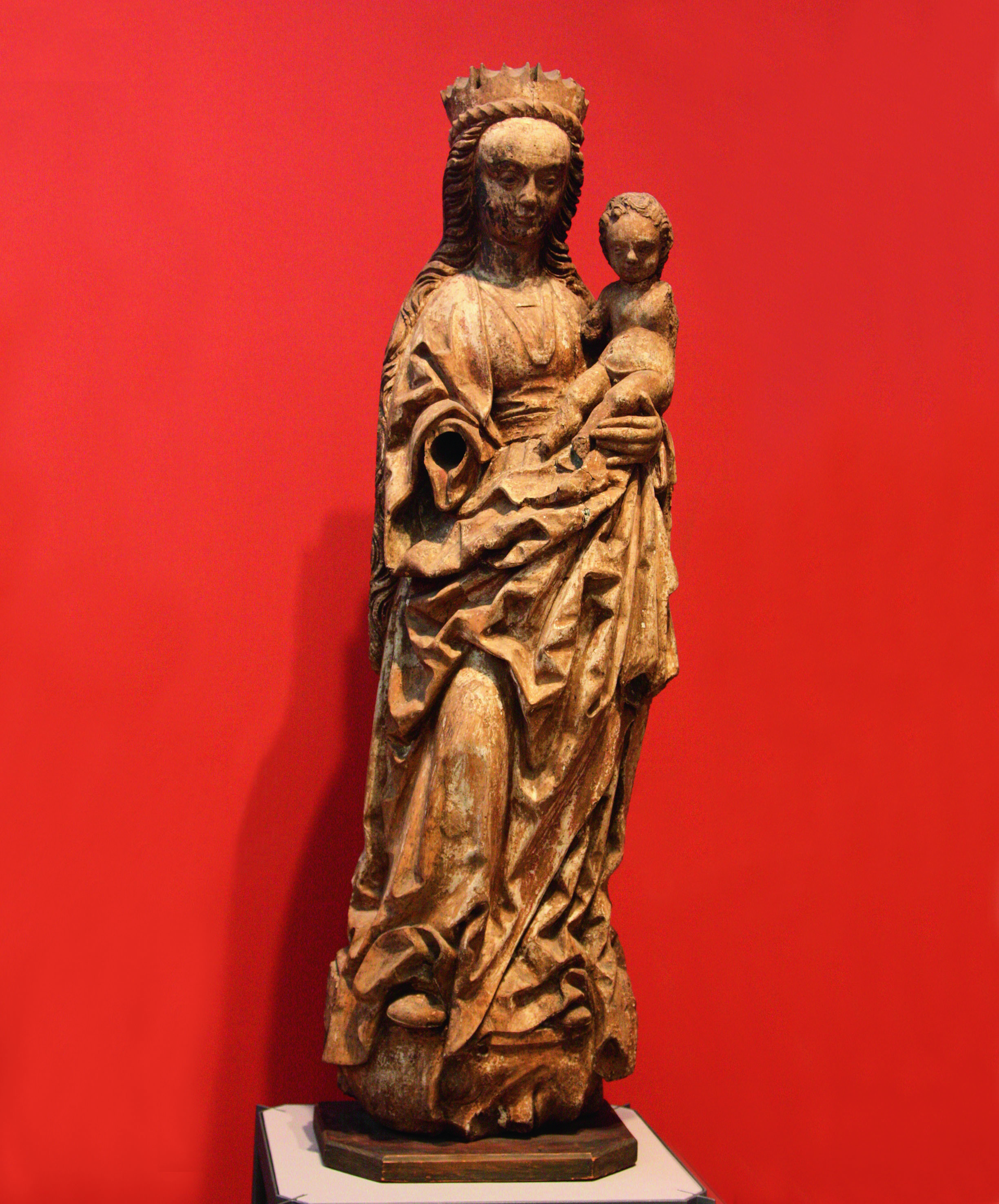
Winser Madonna aus Winsen (Aller) aus der Zeit um 1490
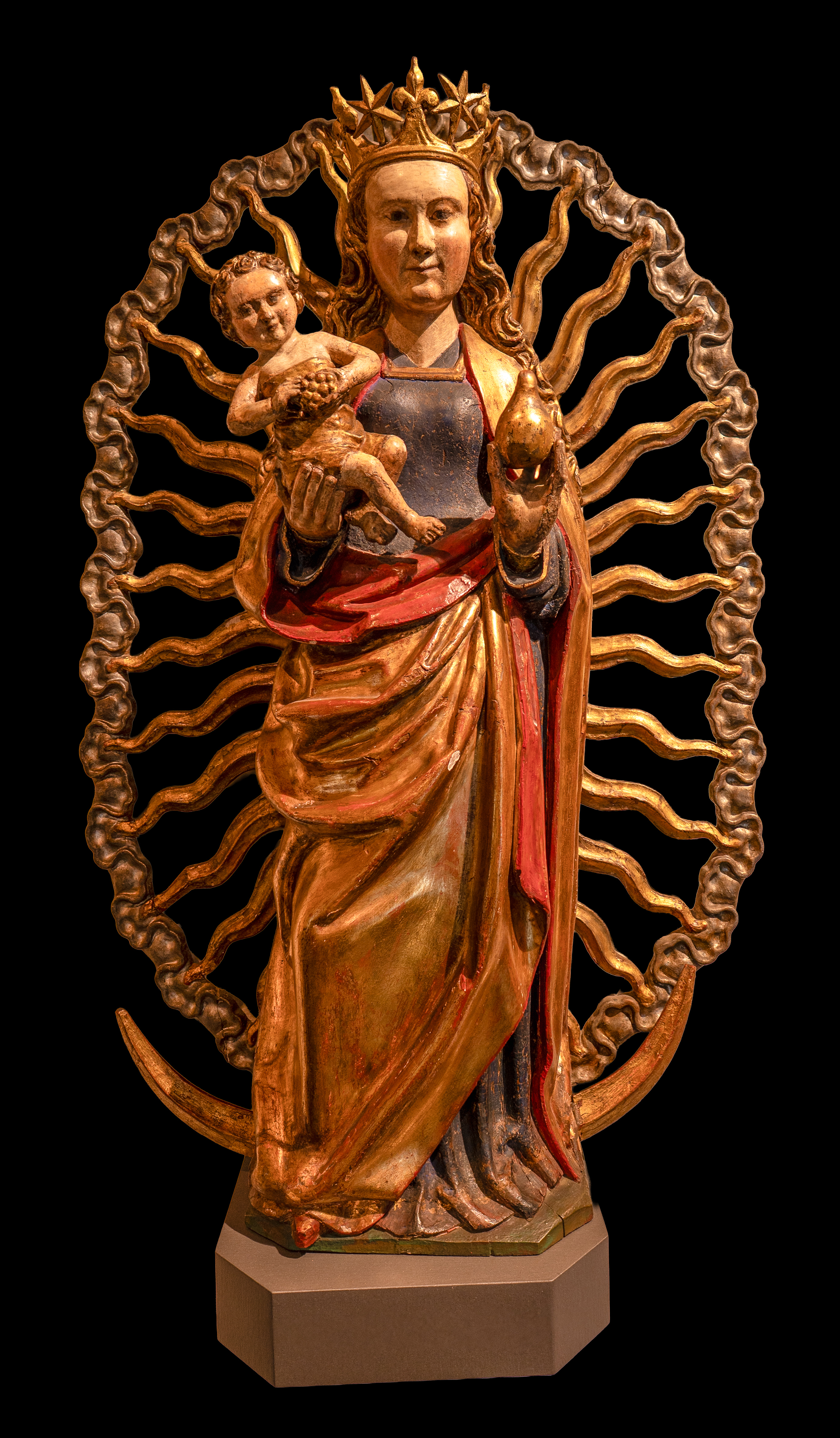
Strahlenkranz-Madonna aus Eichenholz, um 1500, Domschatz Essen
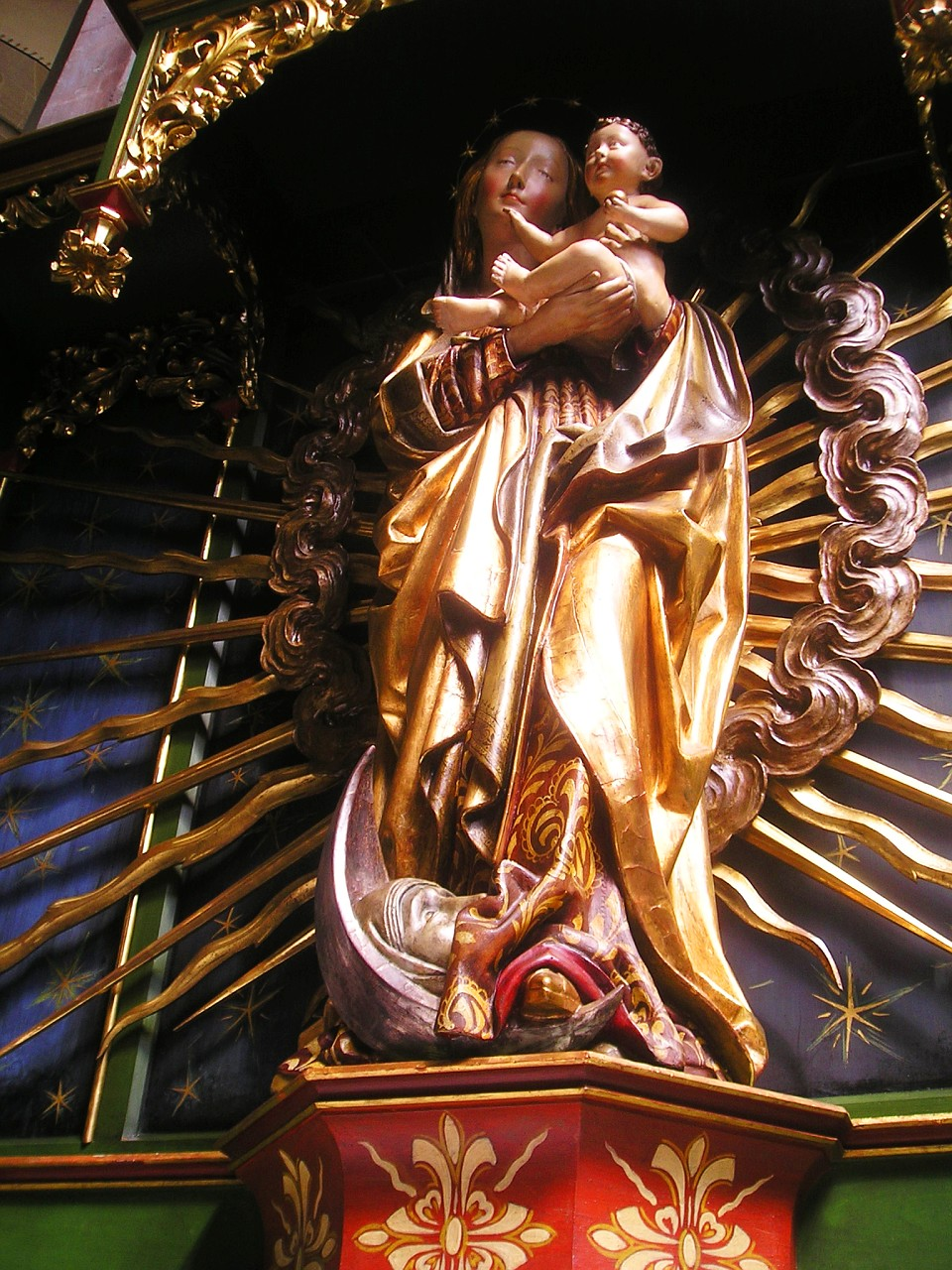
Strahlenkranz-Madonna auf der Mondsichel aus dem Jahr 1510 des Überlinger Münsters
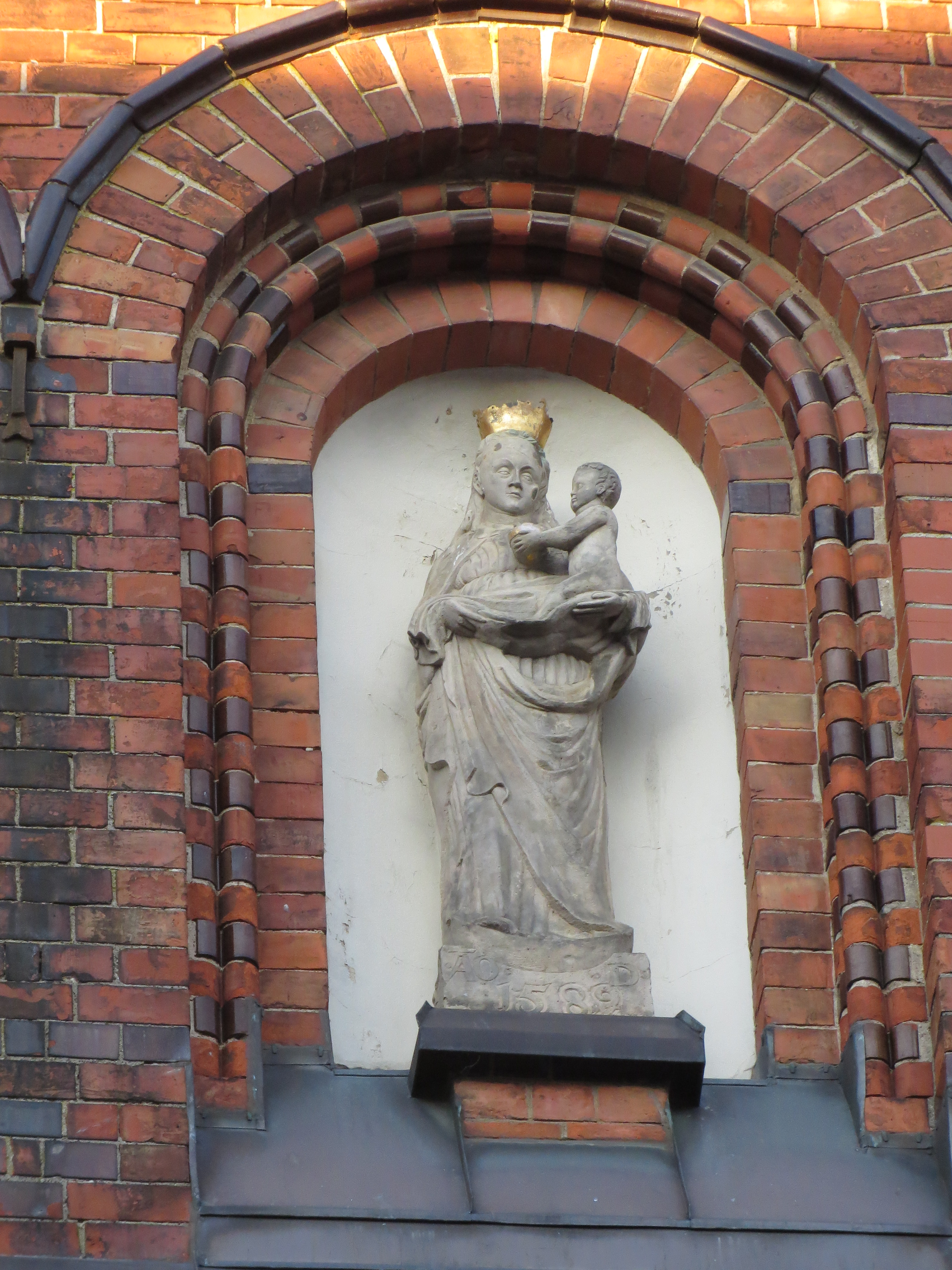
Mondsichelmadonna an der Flensburger Marienkirche von 1589
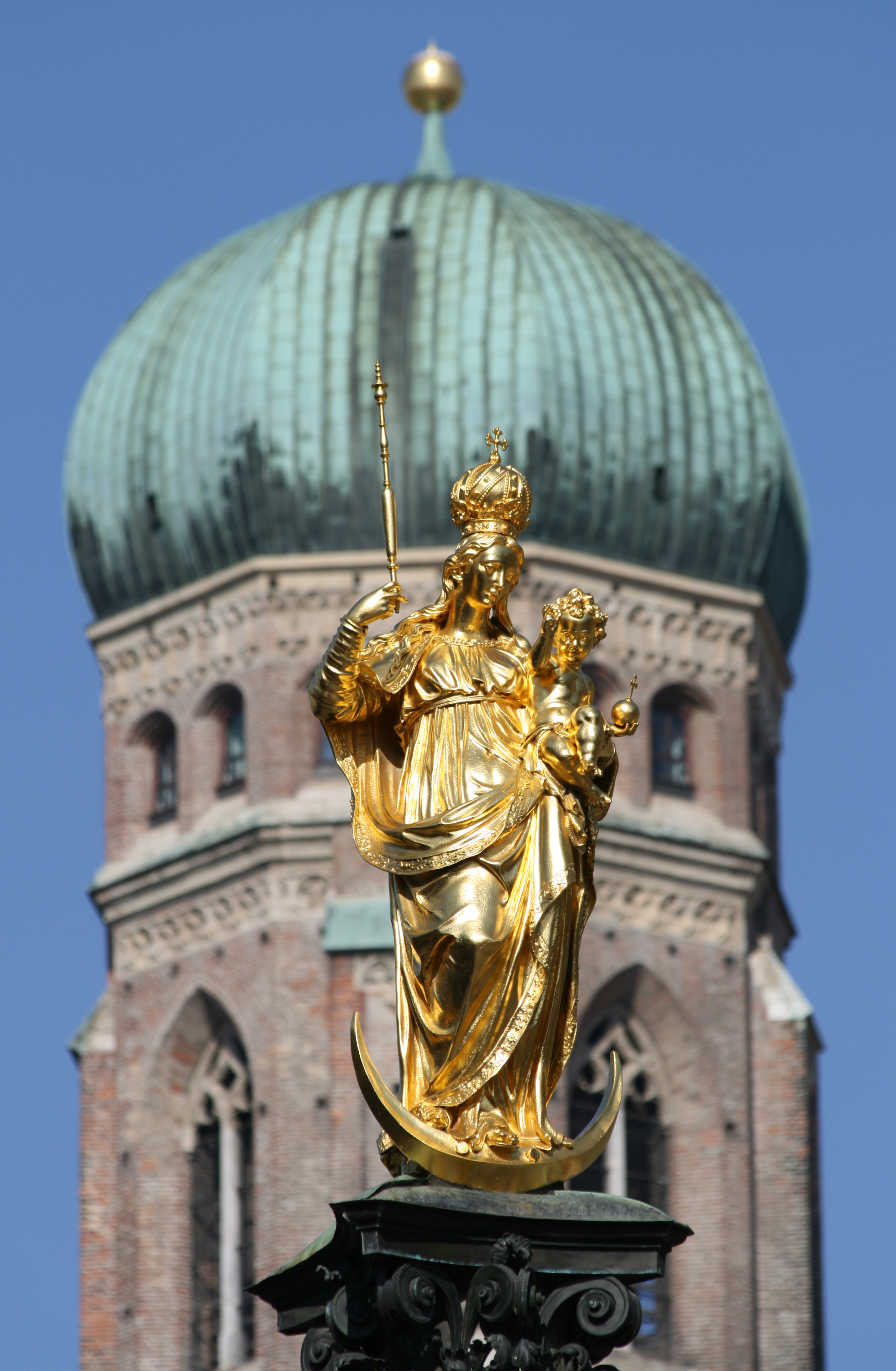
Mariensäule, München, 1638
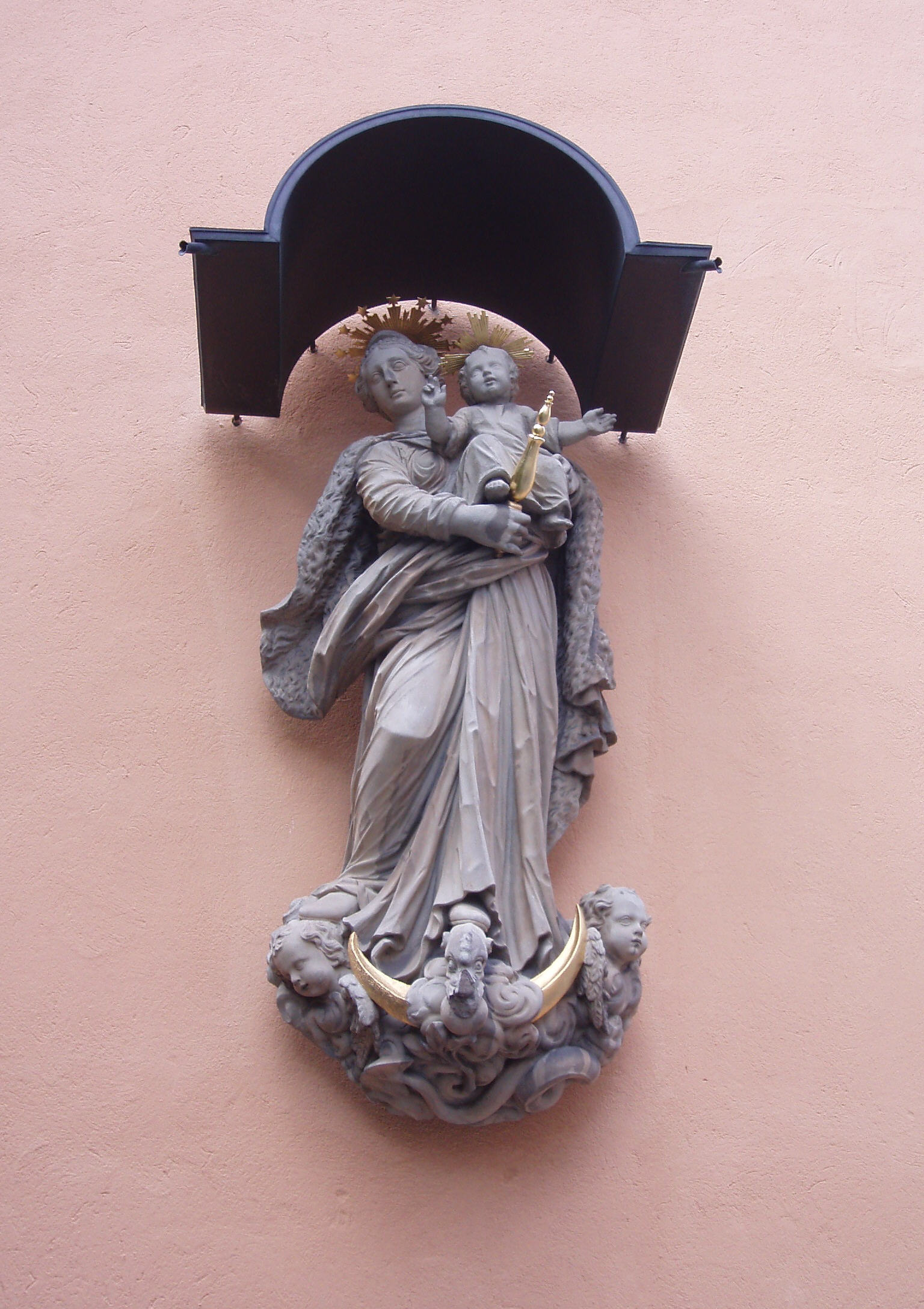
Hausmadonna, um 1713 geschaffen von Jakob van der Auwera, in Würzburg
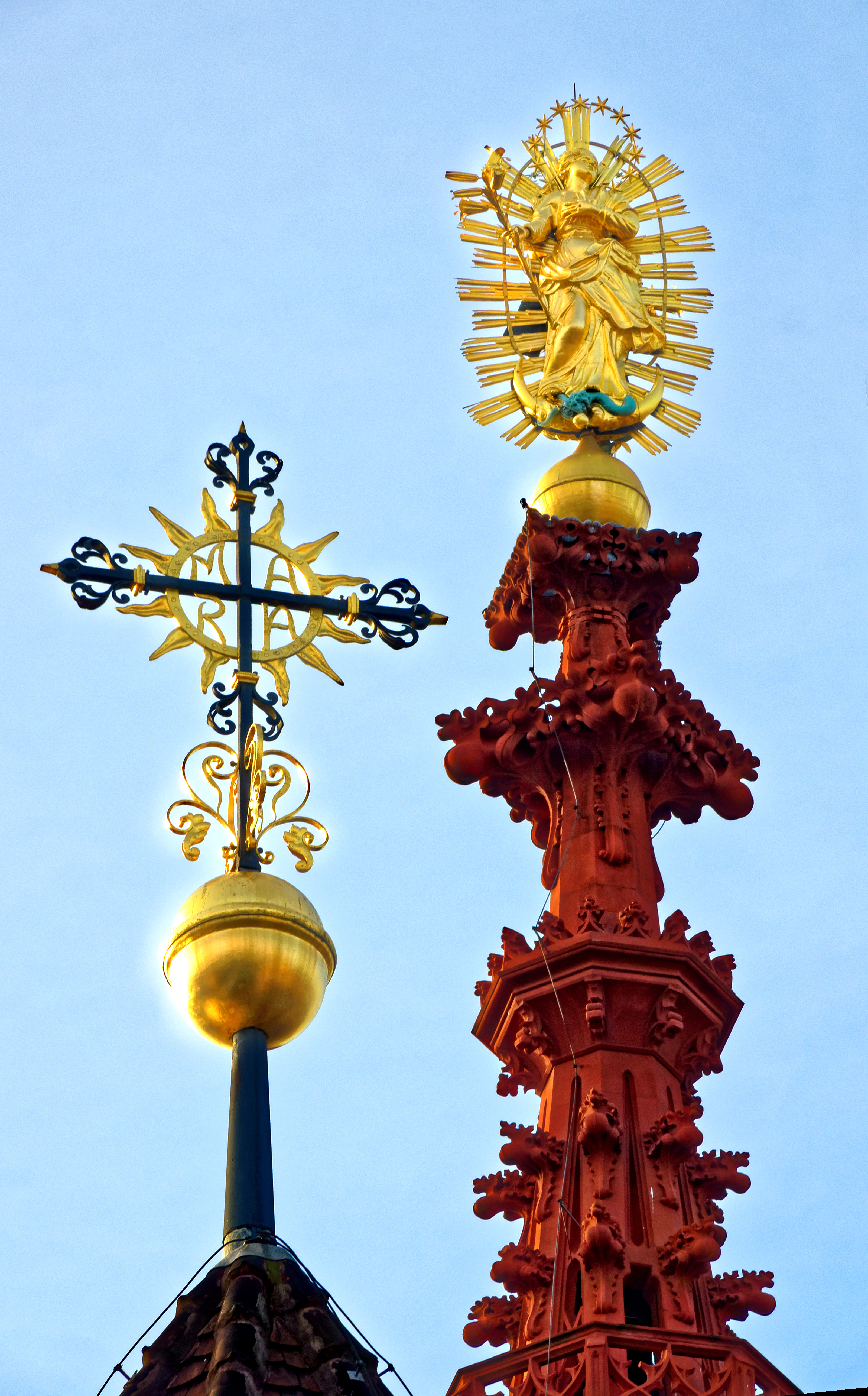
Strahlenkranzmadonna auf dem Turm der Marienkapelle in Würzburg (nach einem Modell Jakobs van der Auwera 1713 von dem Würzburger Goldschmied Martin Nötzel geschaffen)
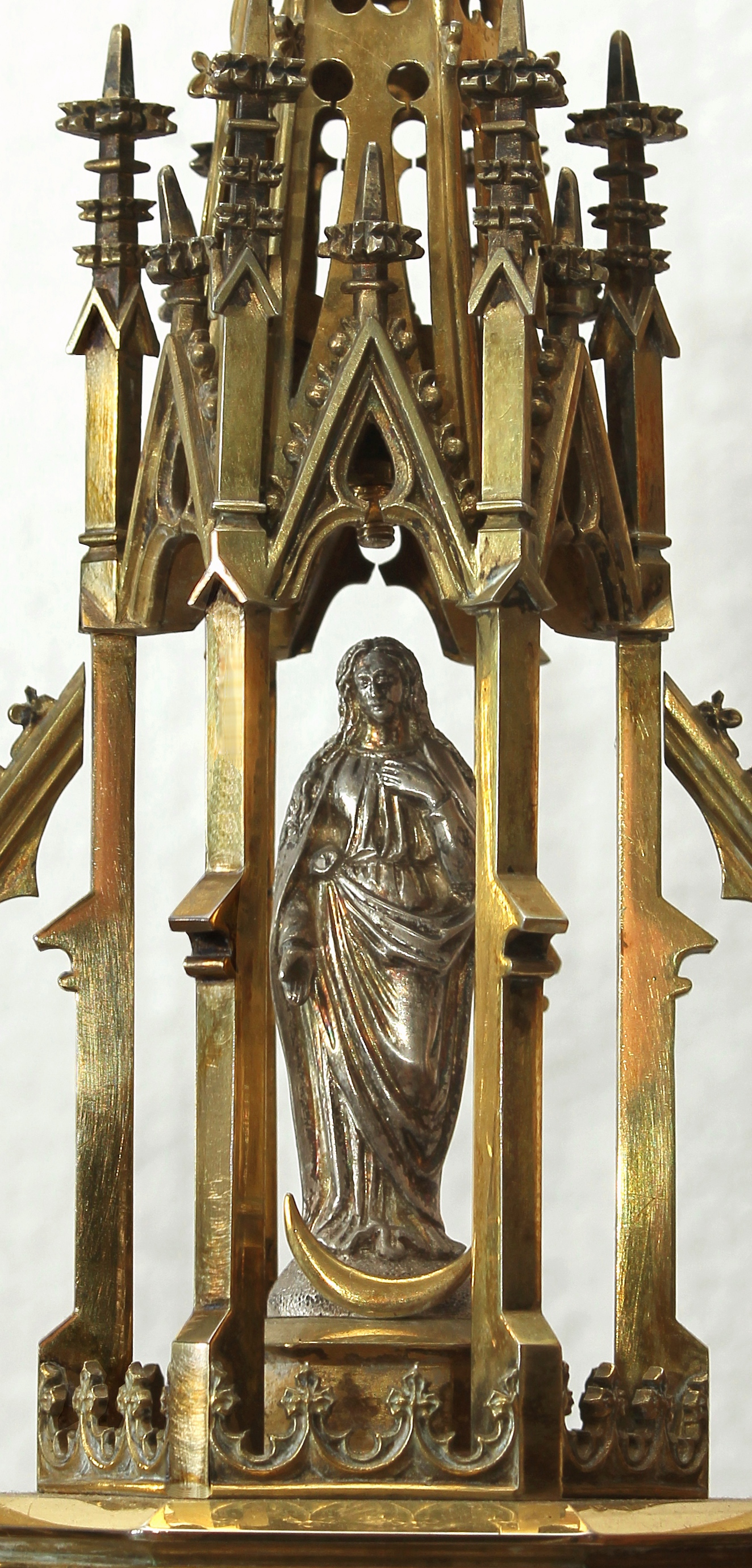
Detail einer neugotischen Monstranz in der Pfarrkirche Kärlich
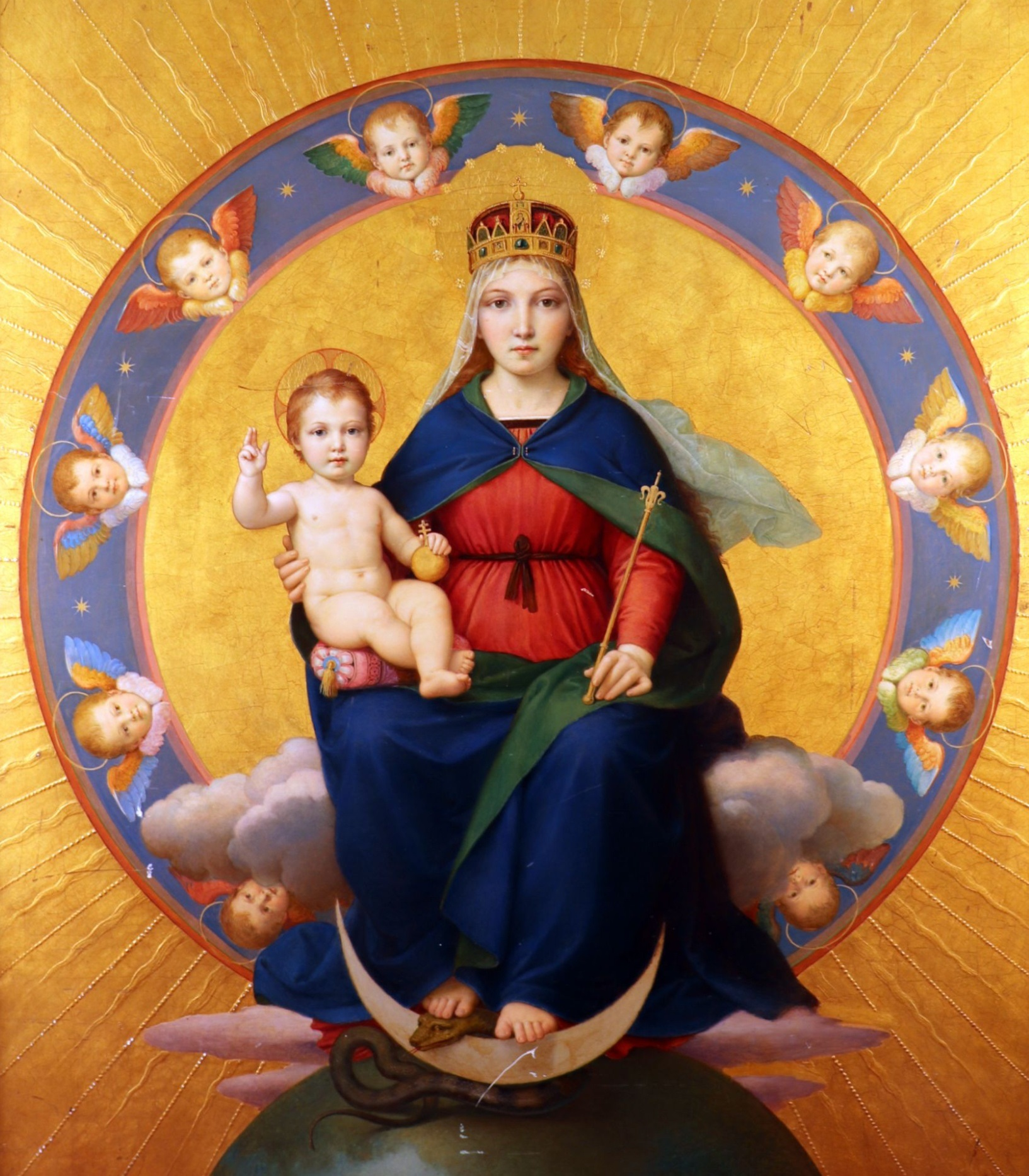
Ungarischer Nazarenerstil (Ferenc Szoldatits)
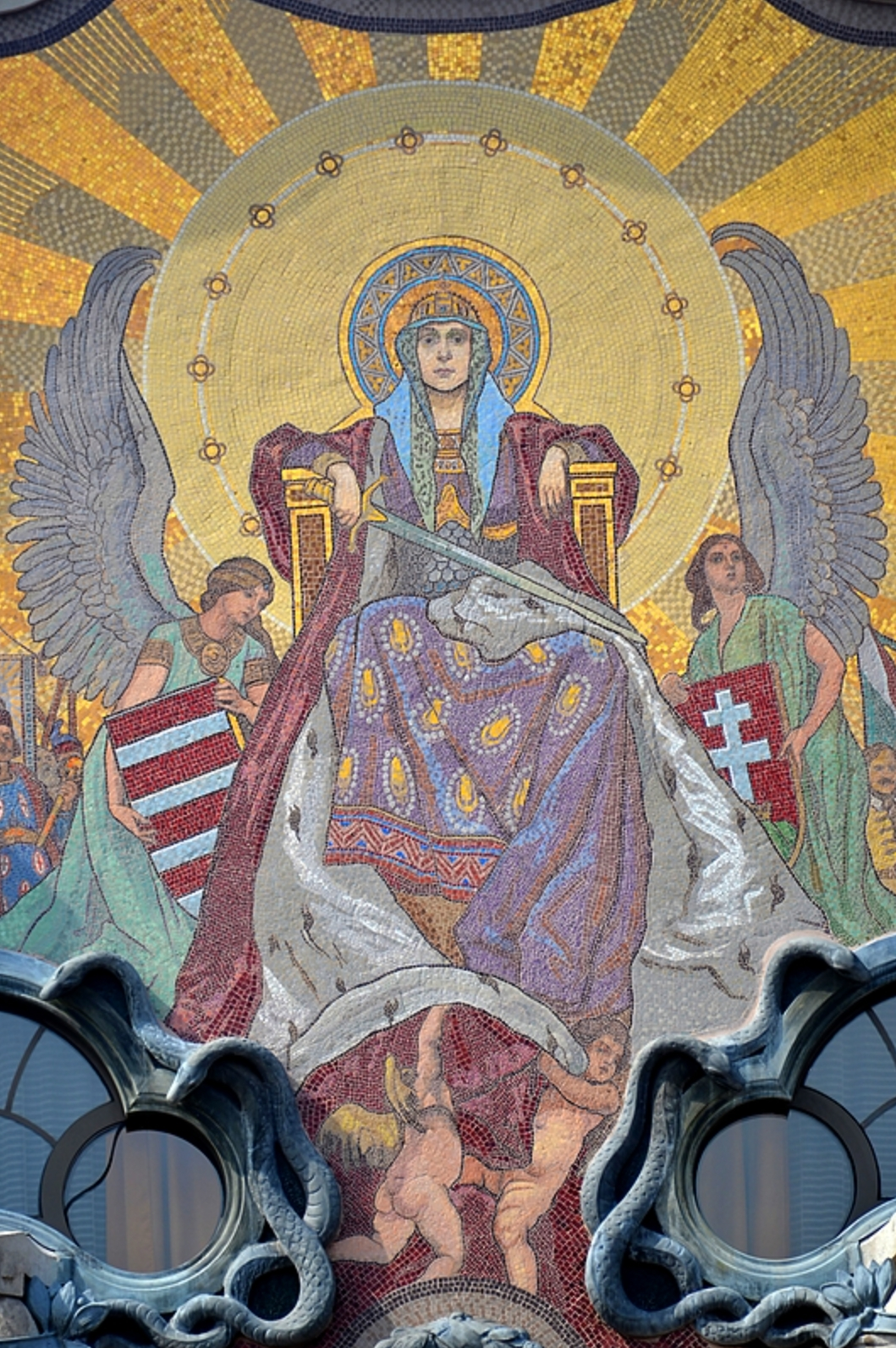
Frau bekleidet mit der Sonne, Mosaik an der Fassade des „Türkischen Bankhauses“ in Budapest, Ungarn
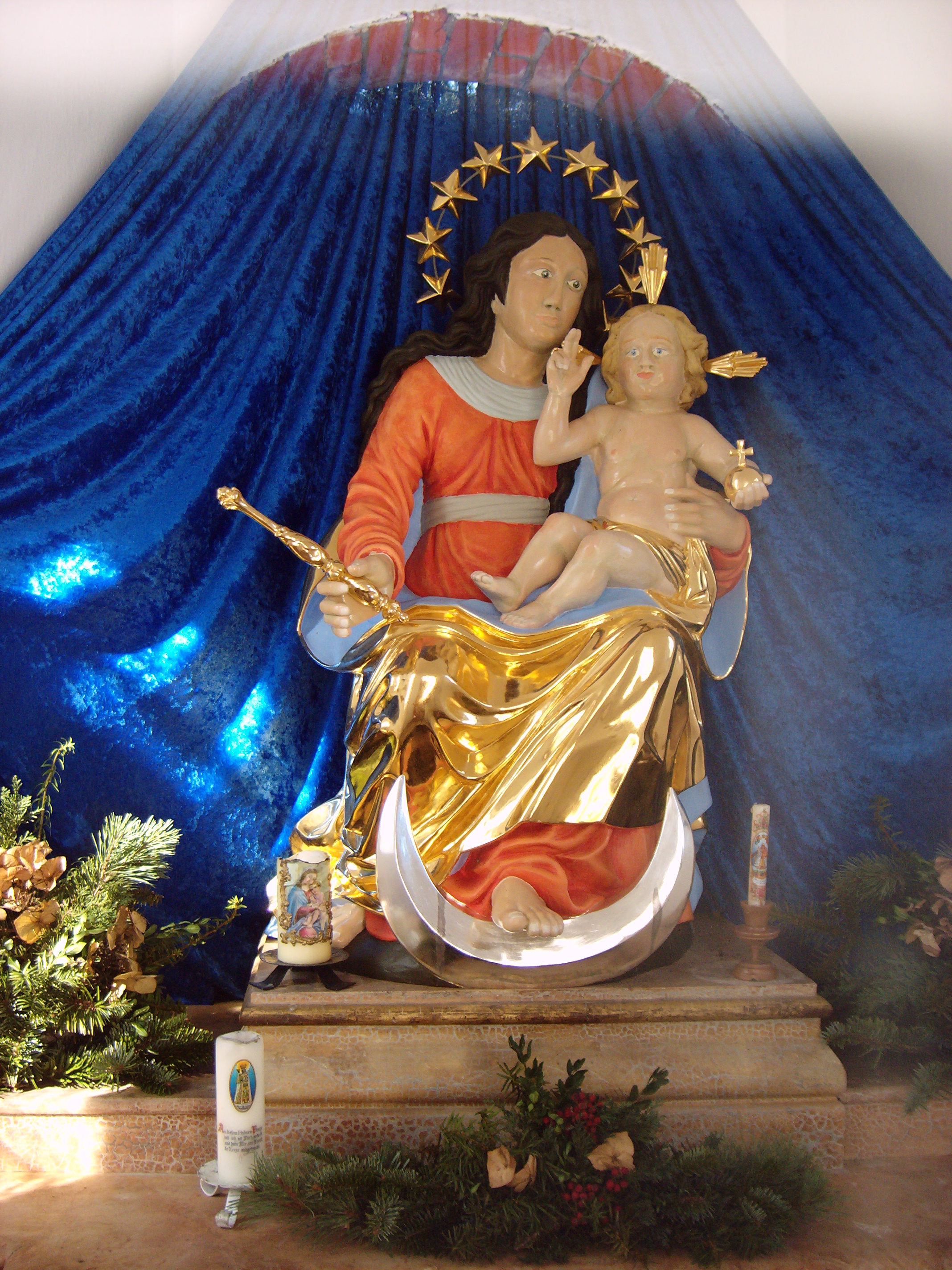
Volkstümliche Mondsichelmadonna in einer süddeutschen Kapelle (vermutlich aus dem 20. Jahrhundert)
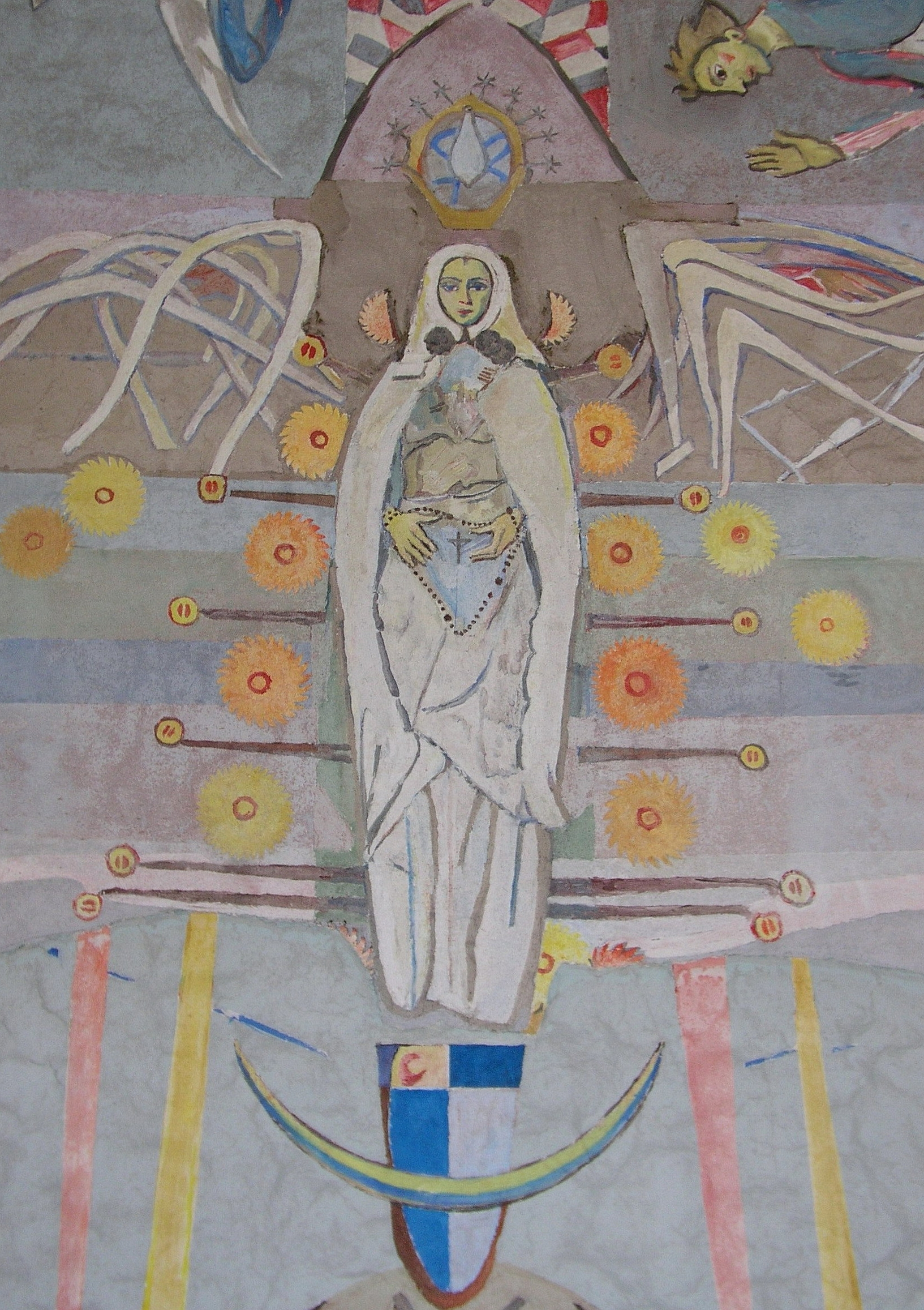
Fresko der Seckauer Apokalypse von Herbert Boeckl, Engelkapelle der Basilika Seckau (1952–1960)
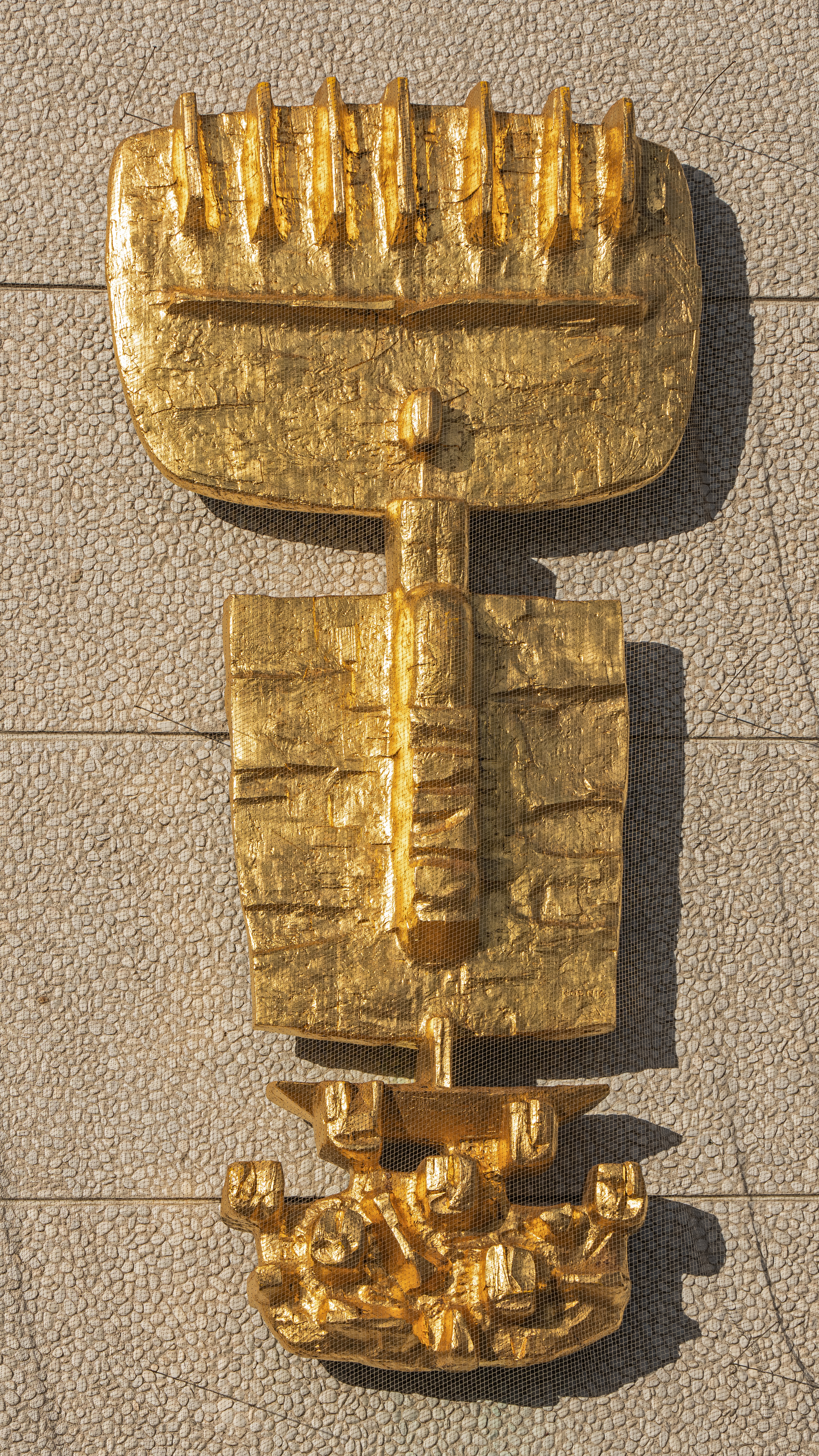
Apokalyptische Frau von Fritz Koenig an der Fassade der Kirche Maria Regina Martyrum (Berlin) um 1960
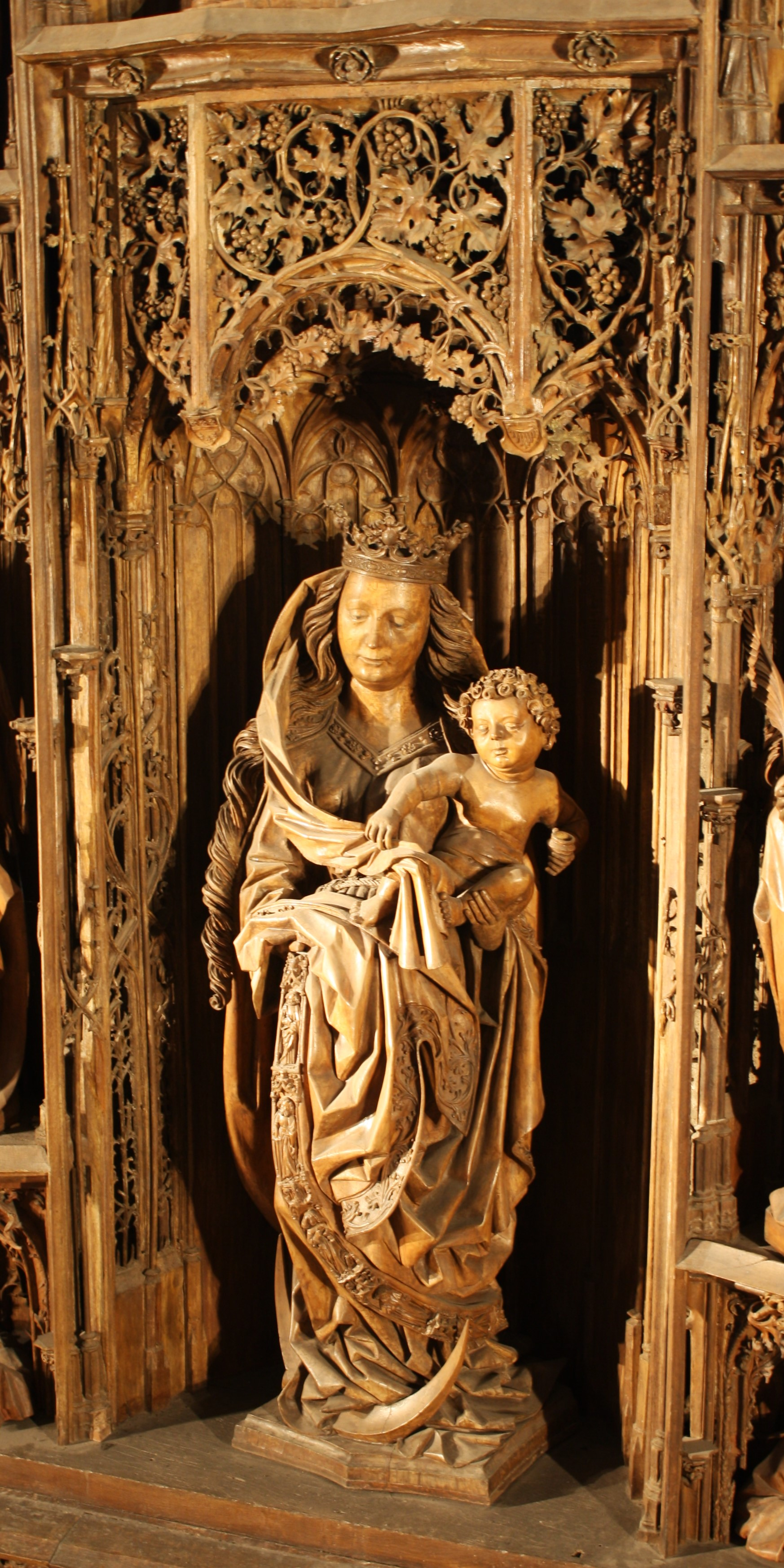
Mondsichelmadonna des Lorcher Hochaltares  der katholischen Pfarrkirche St. Martin, Lorch (Rheingau) von 1483
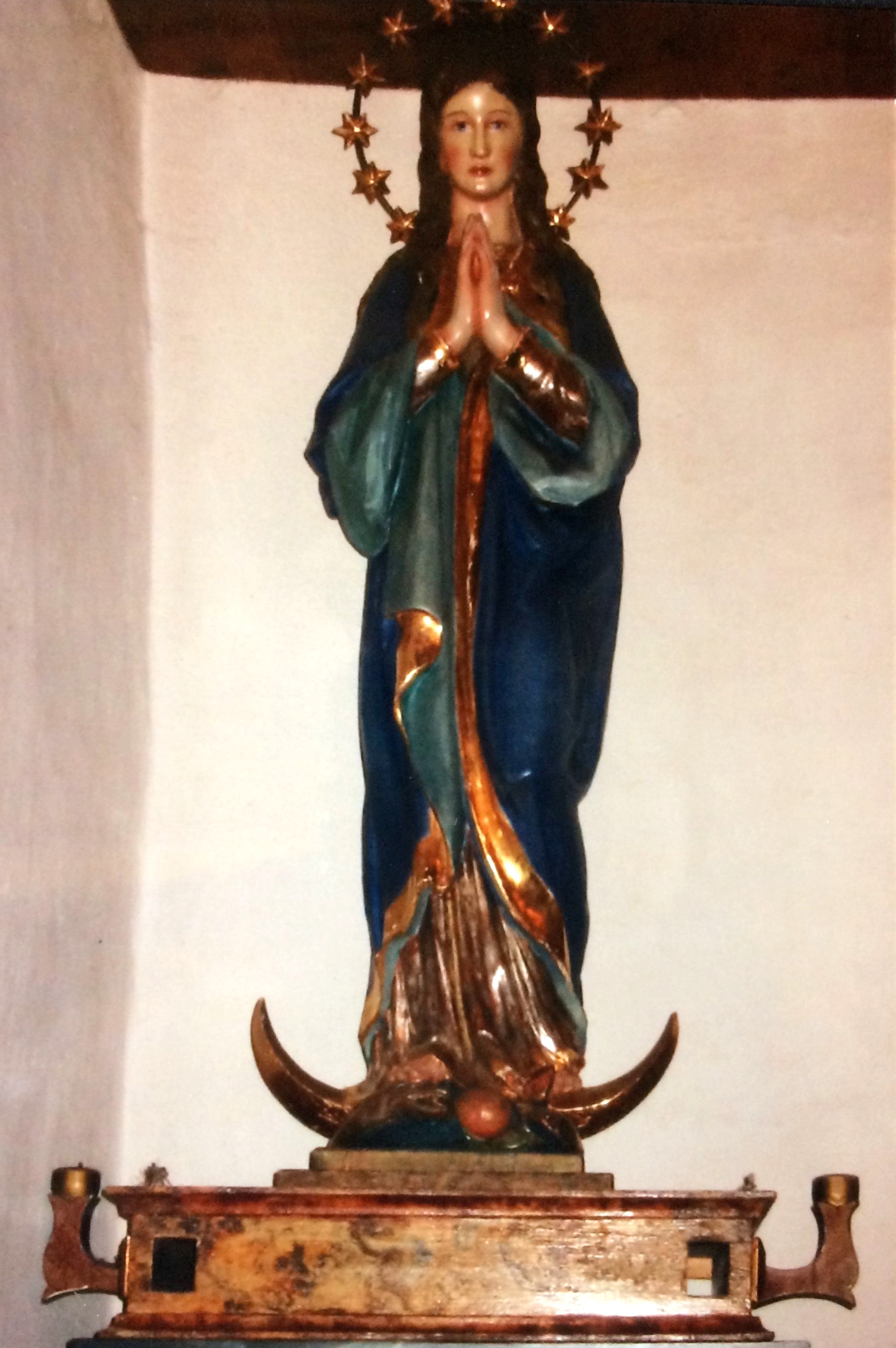
Fleischner Madonna. Mondsichelmadonna von Max Domenig, entstanden 1931. Pfarrkirche Mörtschach, Kärnten, Österreich
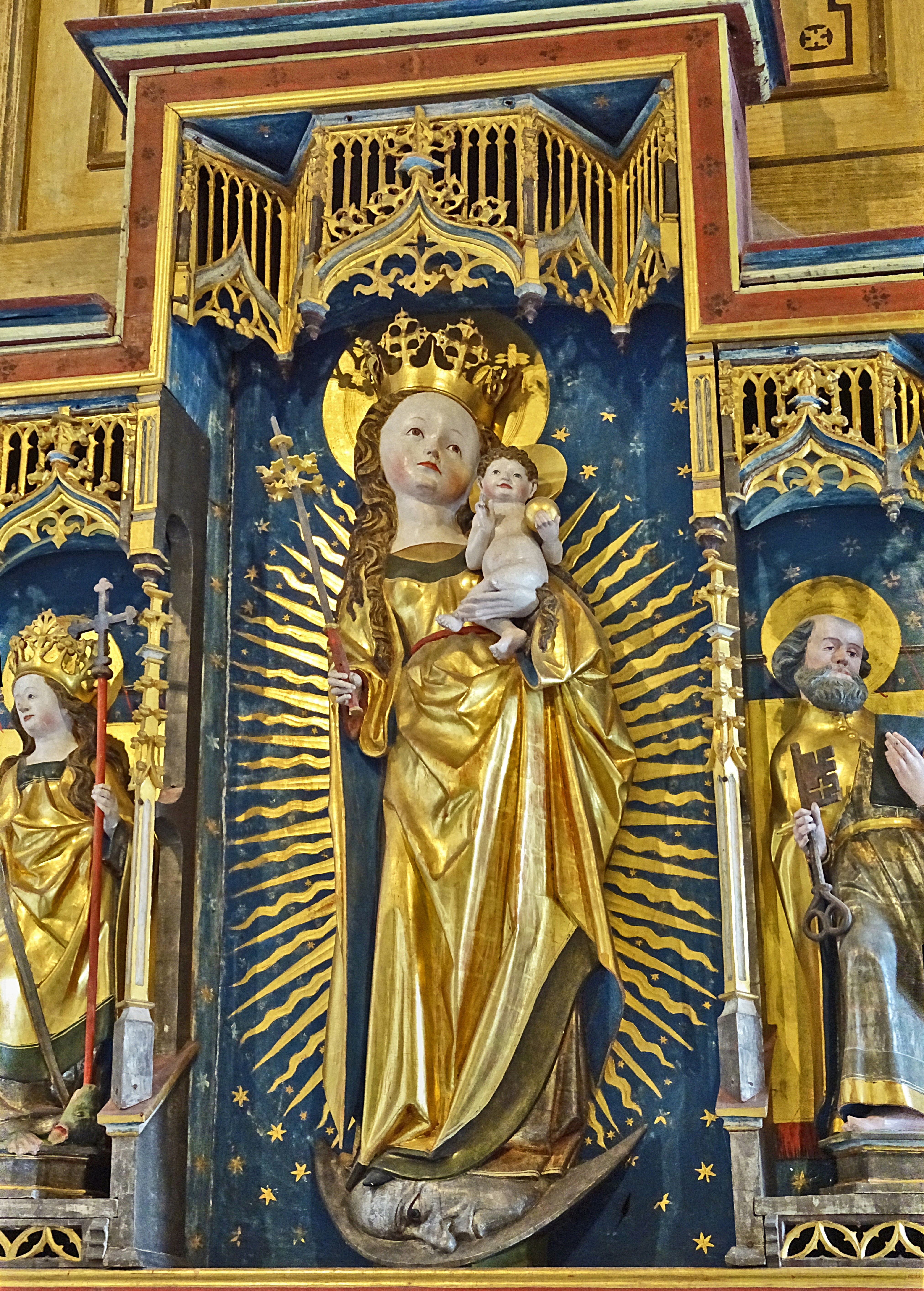
Mondsichelmadonna aus Saalfelder Schule

## Mondsichelmadonna auf Altären

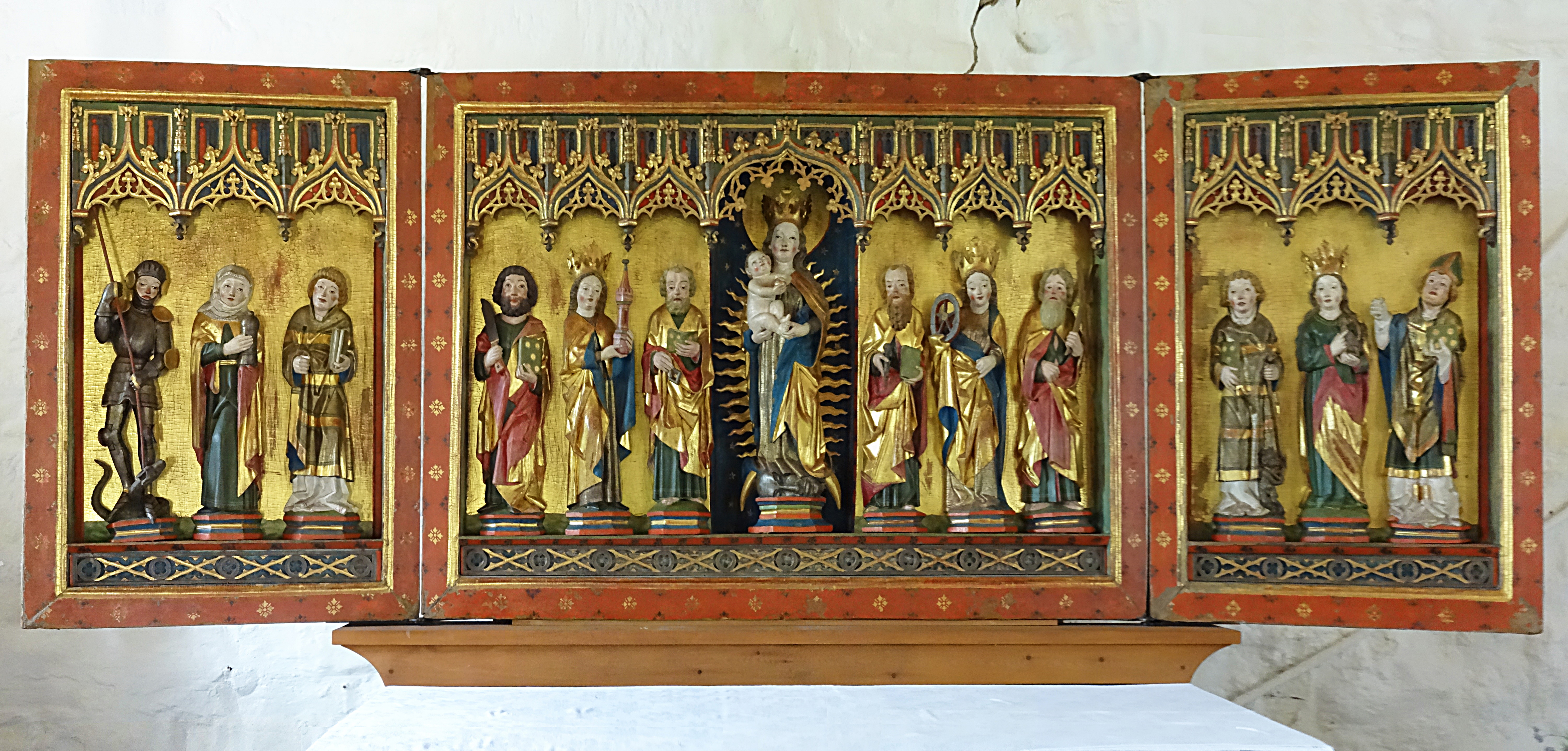
Nottlebener Altar

Die Mondsichelmadonna findet sich auf einer Reihe von Altären, besonders in Mecklenburg, aber auch in angrenzenden Teilen Brandenburgs, etwa in der Dorfkirche Pröttlin. Auf dem Schnitzaltar in Röbel, der im 16. Jahrhundert angefertigt wurde und seinen Platz im rechten Seitenschiff von St. Marien fand, ist die gekrönte Mondsichelmadonna mit dem Jesuskind von Heiligenfiguren umgeben: St. Georg und Barbara, St. Katerina und Jacob, St. Jost und Apollonia, St. Hedwig und Nicolaus.
In Thüringen häufig zu findende spätgotische Marienaltäre aus Saalfelder Schule zeigen Maria mit dem Jesuskind als Mondsichelmadonna im Strahlenkranz und als Himmelskönigin vor dem gestirnten Firmament. Die Krone symbolisiert einen Kranz von 12 Sternen. Das Jesuskind hält den Erdball in der linken Hand, die Rechte ist erhoben mit zwei segnend ausgestreckten Fingern. Die Mondsichel steht für das Böse, Maria besiegt es, indem sie das Böse mit dem Fuß niederhält. 

## Mondsichelmadonna auf Siegel und Wappen

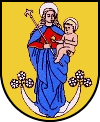
Wappen von Wittichenau

Die Mondsichelmadonna findet sich oft auf Wappen und Siegeln, so etwa im Wappen von Umkirch oder Waldshut-Tiengen. Auch andernorts weist die Mondsichel auf Maria hin; zum Beispiel befinden sich im Wappen von Langenmosen die Mariensymbole Mondsichel (auch „Halbmond“ genannt) und Marienkrone.

## Mondsichelmadonna auf Münzen

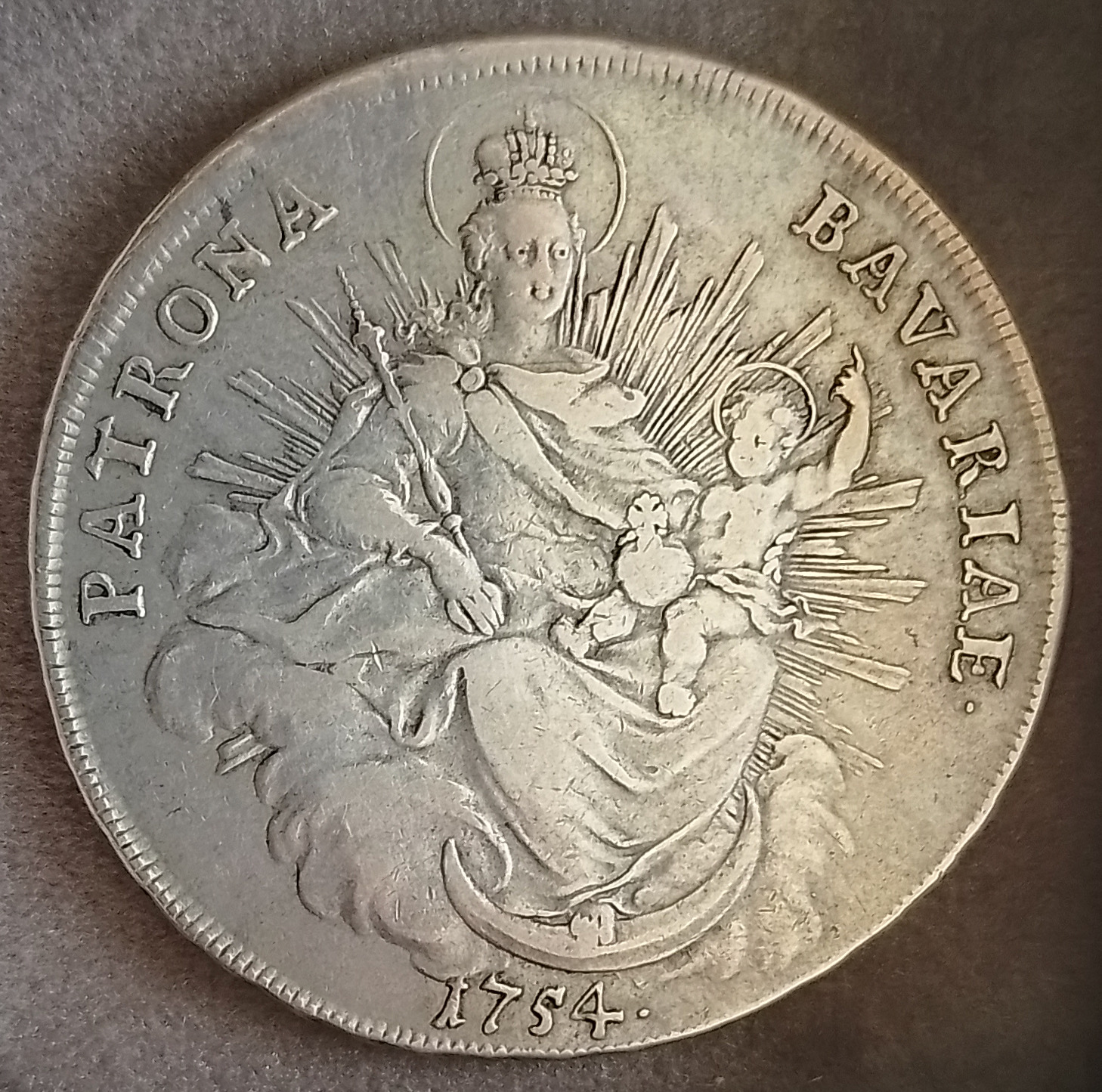
Madonnentaler von 1754

Weite Verbreitung fanden im 18. Jahrhundert so genannte Madonnentaler, die auf der Rückseite eine Madonna auf der Mondsichel zeigen. Münzen dieser Art wurden vor allem in Ungarn, Oberitalien und Bayern geprägt. Die meisten deutschen Madonnentaler stammen aus den Prägewerkstätten der bayerischen Kurfürsten Maximilian III. Joseph (1745–1777) und Karl Theodor (1777–1799). Hier trägt die Madonna üblicherweise Krone und Zepter und thront mit dem Jesuskind auf dem Schoß in einem Strahlenkranz über einer Mondsichel.